# Autobiografía de Federico Sánchez
Autobiografía de Federico Sánchez es un libro del escritor español Jorge Semprún, publicado en español en 1977 y al año siguiente en francés con el título Autobiographie de Federico Sánchez, en traducción de Claude y Carmen Durand.
Como en la mayoría de sus libros, el autor habla de su experiencia, trabaja sobre la memoria evocando pasajes de su vida, en este caso su vida como clandestino en el Partido Comunista de España, principalmente en los años cincuenta, a la vez que se entrega a un análisis de sí mismo. Por este libro fue galardonado con el Premio Planeta.

## Presentación
Después de la Segunda Guerra Mundial, Jorge Semprún fue un miembro activo del PCE (Partido Comunista de España) que luchó contra el franquismo. Comenzó como activista mientras continuaba su trabajo como traductor en la Unesco. En 1952 se convirtió en miembro permanente del partido destinado al trabajo clandestino en España.
De 1953 a 1962 coordinó la resistencia comunista al régimen franquista, permaneciendo en España en numerosas ocasiones bajo diferentes seudónimos, entre ellos el de Federico Sánchez, que dio título a este libro. Intelectual él mismo, como señala con ironía en su libro, fue puesto a cargo de las relaciones con los círculos intelectuales. Luego ingresó en el Comité Central del PCE en 1954 y luego en el Comité Ejecutivo (Buró Político) en 1956. También realizó varias misiones en países de Europa del Este y fue entonces cuando conoció a  Dolores Ibárruri, secretaria general del partido.
En enero de 1956 se reunieron en Bucarest y en 1959 en Uspenskoye (URSS), con Santiago Carrillo, momento en el que Dolores Ibárruri optó por renunciar al cargo de Secretaria General. Es precisamente con este episodio con el que comienza este libro.
En 1962, las cosas se torcieron y el secretario general,  Santiago Carrillo, lo apartó del trabajo clandestino en España. Dos años después, fue expulsado del PCE junto a su amigo Fernando Claudín por diferencias significativas con la línea del partido.
Este libro es también una respuesta al libro-entrevista Demain l'Espagne de Santiago Carrillo, en el que se ataca directamente a Federico Sánchez, provocando esta réplica de Jorge Semprún: "Tendrá que confrontar su falta de memoria con la de Federico Sánchez. Tendrá que escuchar la voz de Federico Sánchez. Porque no va a ser fácil silenciarlo, Federico Sánchez. »

## Resumen y contenido

### Sobre Pasionaria

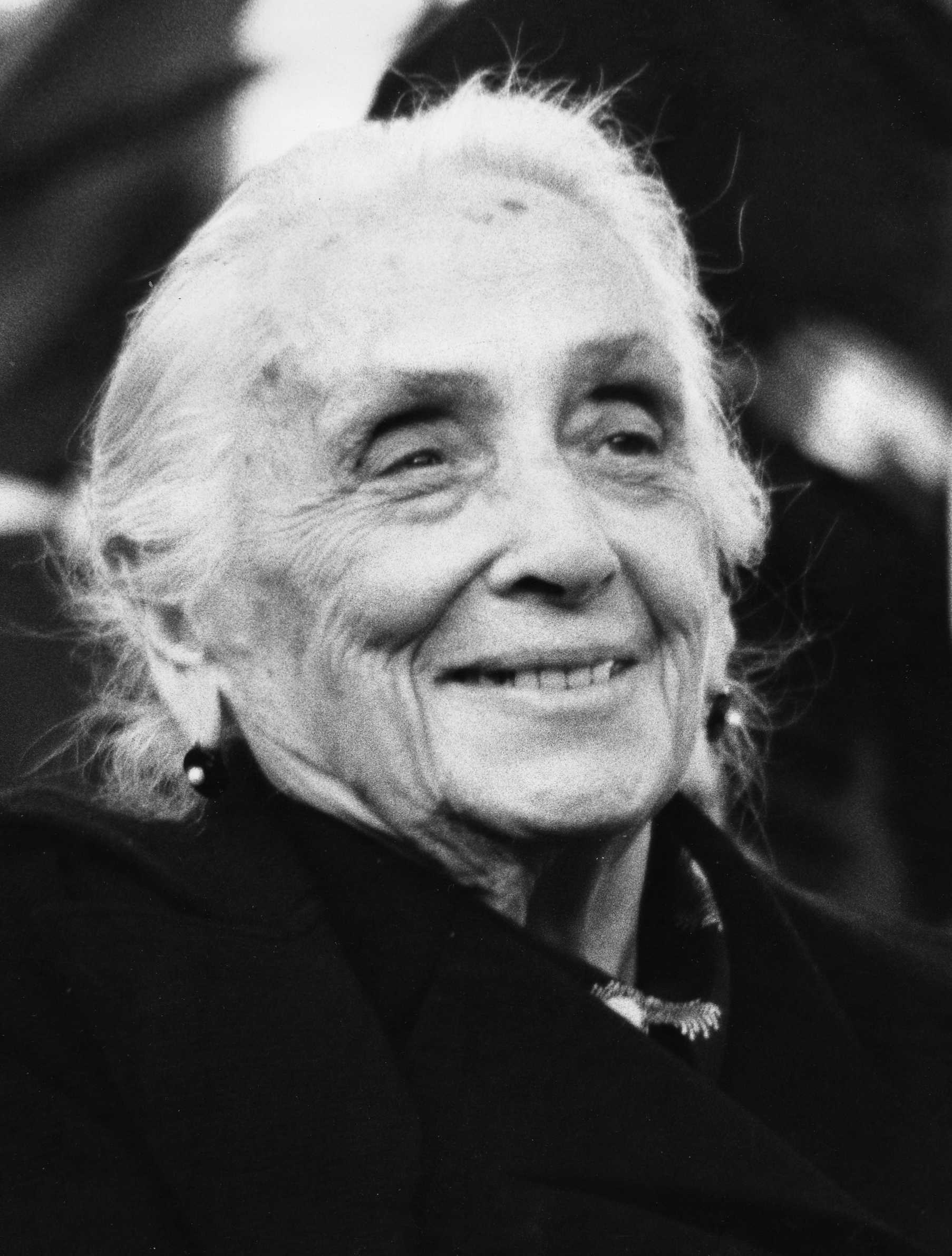
La Pasionaria en 1978

Corría el año 1959, Jorge Semprún formaba parte de la delegación del PCE en la URSS; en ese momento se llamaba Federico Sánchez, aunque también usaba otros seudónimos. Escribió poemas "marxistas", teñidos de referencias hegelianas, desde Rubén Darío, el poeta favorito de su padre, hasta La Pasionaria, su "Canto a Dolores Ibarruri", como él los llamaba.
A ti, Dolores, quería dejar que mi voz se elevara
De lo más profundo y secreto de mí
Modesto está en las filas
De su partido mi lugar como militante;
Mi trabajo no es más ejemplar;
Te lo digo de forma sencilla y sincera:
No soy bolchevique, estoy tratando de serlo.
Sentía "un sentimiento de culpa que despertaba en el intelectual de origen burgués el hecho de haber nacido en una clase de explotadores", un sentimiento que aún no había superado y que comentó irónicamente cuando escribió este libro en 1976. Es un hombre en contacto con su memoria, con su pasado, un pasado marcado aquí por la posguerra de la España franquista, por una vida clandestina al servicio del PCE. Así vive este doble hombre, con dos identidades que se entremezclan y entrelazan, apegado a esta doble cultura franco-española que siempre será suya.
Jorge Semprún retoma sus reuniones con Santiago Carrillo y los demás dirigentes del PCE de la época. Quiere responsabilizarse de ese pasado, esta vez cuando era un "intelectual estalinista", lo proclama y trata de averiguar por qué eligió este camino, con la lucidez de un hombre que busca su verdad profunda sin concesiones, que escribe que "sería muy fácil olvidar el propio pasado, perder la memoria como suelen hacer nuestros 'pequeños timoneles' locales y vernáculos. Eso sería demasiado fácil. De mi pasado, no olvido nada". Se esfuerza por descifrar "las relaciones de los intelectuales... con el movimiento obrero en su conjunto, uno de los temas dominantes de este ensayo de reflexión autobiográfica. »

### Vida en la clandestinidad
En esta célebre reunión, en la que todo el mundo esperaba el discurso de la Pasionaria en marzo o abril de 1964, se echó especialmente de menos a Simón, a su viejo amigo Simón Sánchez Montero, que languidecía en las cárceles franquistas desde junio de 1959, víctima de una traición. Sometido a tortura, no hablará y nadie más será molestado. Estos largos años de encuentros con Simón "cristalizaron en mi memoria (Federico), alrededor de ciertos lugares concretos: una cafetería, una parte de la vereda... »
Jorge Semprún llevó a cabo su primera misión clandestina en España en 1953 en condiciones bastante precarias, una organización que no brilló por su realismo. Pero va a conocer a grandes personas que no olvidará. La memoria también es amistad, la confianza que le dan José Antonio y Colette Hernández, por ejemplo. "Quedará grabado para siempre en mi memoria".
Diez años después de su detención, Simón está libre, ha retomado la lucha pero Federico Sánchez ya no existe. Volvió a ser Jorge Semprún. Cuando se encuentran, es una fiesta. Nostalgia y recuerdos de acciones realizadas juntos. Pero la clandestinidad es también una brecha con la realidad, con los discursos ideológicos de los dirigentes comunistas y, en primer lugar, de Santiago Carrillo, que Jorge Semprún fustiga irónicamente.

### Del militante a la exclusión

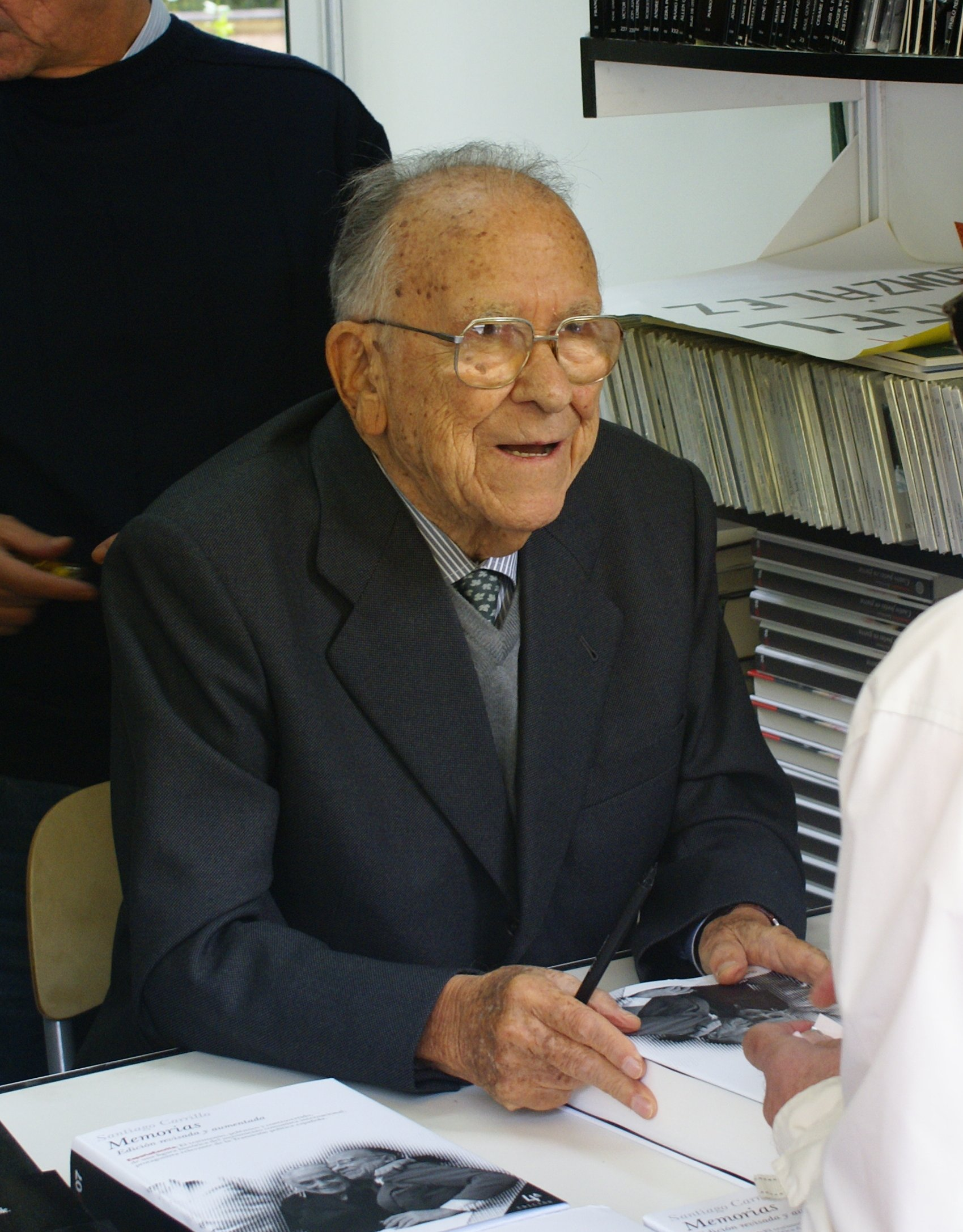
Carrillo en 2006

A través de todas las discusiones, los testimonios de veteranos fascinados por la mitología de la Guerra Civil, se da cuenta de que la nueva generación tendrá que pasar página para convencerse de que la guerra ha terminado y así poder mirar hacia el futuro. Y concluye: "Lo más probable es que se trate de historias de un escritor engañado en política".
Conclusión que se toma toda su ser cuando sabemos que Jorge Samprún será ministro de Cultura en el gobierno socialista de Felipe González, una experiencia que narrará resucitando a Federico Sánchez, su doble en la clandestinidad, que titulará  Federico Sánchez se despide de ustedes  (en francés: Federico Sánchez vous salue bien). 
"Recuerde", le dijo Jorge Samprún a su entonces doble, Federico Sánchez, "recuerde" aquella época oscura de la vida del PCE en la que no era más que un militante de base que aprobaba sin reservas las resoluciones del Partido, aprobaba las acusaciones de titoísmo, la expulsión de funcionarios como Jesús Monzón y Joan Comorera o el fusilamiento de Gabriel León Trilla. Víctimas expiatorias de la ortodoxia estalinista.
Jorge Samprún se ve a sí mismo –y también se juzga a sí mismo– a través de la figura del joven activista ingenuo que fue. Piensa que ya falta el testimonio de los responsables, muchos de los protagonistas están muertos y los pocos supervivientes no hablan, amurallados en su silencio como Ramón Mercader, asesino de Trotsky, antiguo militante del PSUC. Criticó duramente a los dirigentes del PCE y especialmente a su secretario general Santiago Carrillo, que reescribió la historia, apoyando descaradamente la tesis de la independencia del Partido respecto del PCUS, negando la influencia de Stalin en las decisiones estratégicas, cuando había ocurrido lo contrario. Profundas disensiones que ya llevaban las semillas de la exclusión.

### El camino de la exclusión

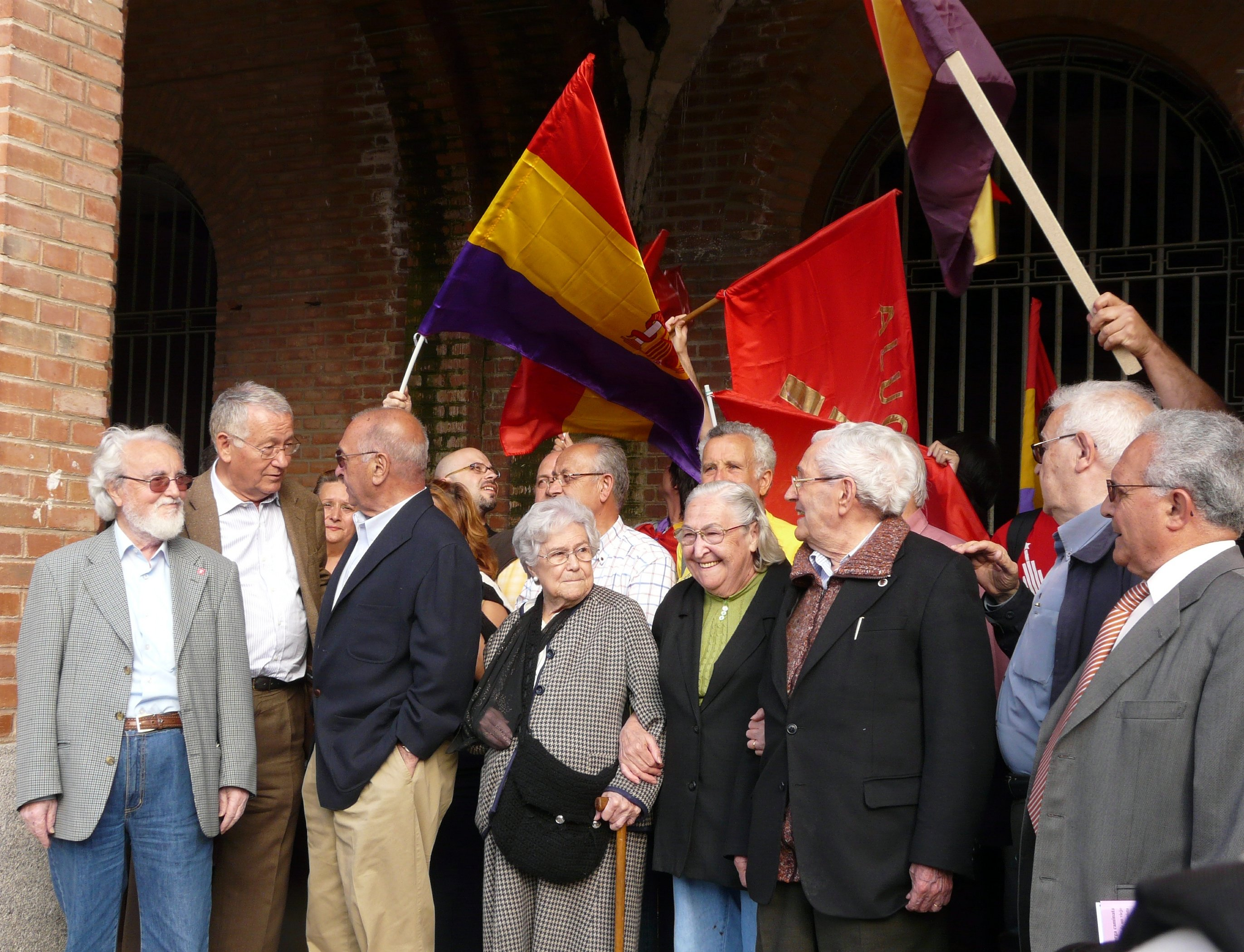
Homenaje a los presos de Carabanchel

Cuando Iósif Stalin murió, el culto a la personalidad estaba más presente que nunca, Jorge Samprún escribió un largo poema que fue impreso y difundido ampliamente en las filas del Partido:
En 1954 fue, junto con Simón Sánchez Montero, el único miembro del Comité Central presente en Madrid. Pero cada vez más buscará un “ coherencia entre lo que hacemos y lo que decimos. » Su amigo también lo dejará ir : aunque reconoce que las condiciones materiales de los españoles han mejorado, cree que los dos disidentes " parecen fascinados por el poder del capitalismo. » Éste es el triunfo del 'lenguaje de madera'. Como señala Jorge Semprún de manera más general: “ la permanencia de la organización... es fuente de rutinas y ritos, parálisis de la mente y sumisión a la autoridad. » Tiene la impresión de que “ El objetivo supremo de todo revolucionario... no es hacer la revolución sino preservar el partido. »
Otros recuerdos vuelven a él. En primer lugar, este nació de una coincidencia. El 10 de diciembre de 1976, el día en que Santiago Carrillo salió de su escondite, Jorge Semprún conoció encontró en Barcelona a Francesc Vicens, alias Juan Beranguer, el único miembro del Comité Central del PCE que había defendido a sus dos compañeros amenazados de expulsión, Federico Sánchez y Fernando Claudín, durante la famosa sesión de 1964 en la que iban a escuchar la diatriba de La Pasionaria. Luego, con motivo de la muerte de Julián Grimau en prisión, se le recordó su esfuerzo por evitar este nuevo crimen franquista, la redacción de la obra colectiva dedicada a su memoria pero también la lucha fratricida contra el POUM al comienzo de la guerra civil.
Fue en 1956 cuando surgió la disensión cuando España fue admitida en las Naciones Unidas: para algunos, esta admisión, votada por la Unión Soviética, tenía un importante significado económico, para otros, agrupados en torno a la Pasionaria, era inaceptable. El conflicto es inevitable. Federico Sánchez fue enviado como árbitro a la Pasionaria y a sus amigos. Conoció a Enrique Líster y Vicente Uribe  y luego a la propia Pasionaria en el tren de Bucarest. Y finalmente capitula.
Pero eso es solo un aplazamiento. Sobre el tema del futuro de España, la mayoría del Comité Ejecutivo emitió sus conclusiones: la liquidación del fascismo debe llevarse a cabo sin problemas, abandonada por una parte de la burguesía, para dar paso a un régimen democrático ligado al ascenso del capitalismo. Este análisis, validado por la historia, fue rechazado por los dirigentes comunistas dominados por Carrillo. Esta oportunidad perdida empujará a Semprún a protestar y explicar su exclusión.
El 24 de enero de 1964, Jorge Semprún y Fernando Claudín quedaron en el banquillo de los acusados por los ataques de sus compañeros del comité ejecutivo, Delicado, y luego Eduardo García, que defendía la tesis del deterioro de la situación española, retomada por Santiago Carrillo.

### Sus inicios como escritor

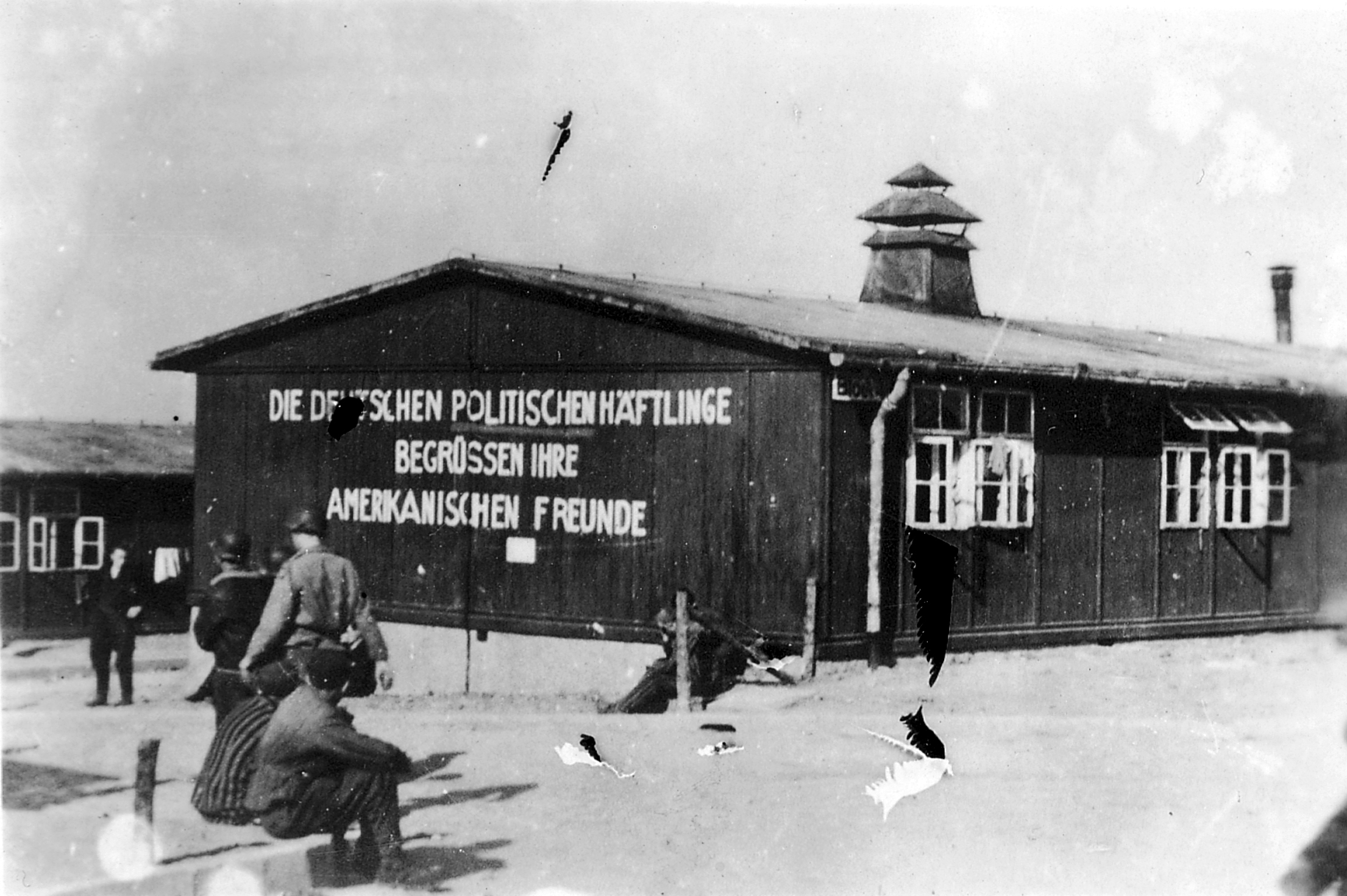
Campo de concentración de Buchenwald

Un viaje a Países Bajos, a La Haya, le recordó los inicios de la guerra civil con sus padres y parte de su familia, Fue allí, escribió, "al pasar por la iglesia de Alexanderstraat [...] que de repente maduró el marco de una historia que se convertiría en La segunda muerte de Ramón Mercader. 
Para su primer libro, las cosas evolucionarán poco a poco y luego se precipitarán. El pasado volvería a perseguirlo en el apartamento de la calle Concepción Bahamonde que el Partido puso a su disposición en 1960. Su dueño, Manolo Azaustre, le habla a menudo de su vida en Mauthausen, de la terrible vida en el campo, pero él, el clandestino, no puede evocar su propia experiencia en Buchenwald, la identidad del destino que debería haberlos unido. Estas palabras despertaron en su adormecida memoria los fantasmas de Buchenwald que le llevarían a escribir Le Grand Voyage.
Durante una gran redada en Madrid llevada a cabo por la policía franquista, Federico Sánchez, que aún no era Jorge Samprún, fue relegado durante un tiempo a un apartamento de la calle Bahamonde. Un período de ociosidad, días "que eran vacaciones muy curiosas de la mente". Fue en estas condiciones cuando comenzó una historia que se convertiría en Le Grand Voyage en 1963, resonancias de recuerdos que de repente toman forma, se vuelven significativos en el auspicioso silencio del apartamento donde se encuentra, aislado en la capital madrileña.  .
En el otoño de 1962, Federico Sánchez se encontraba en París. Confió el manuscrito de Grand voyage -algo que nunca había hecho antes- a su amiga Monique, que trabajaba en Éditions Gallimard. Así es como las cosas se dieron juntas, "A Monique le gustó el libro... Se lo dio al escritor Claude Roy, (lector de Gallimard) para que lo leyera... a quien también le encanta. En diciembre de 1962, Jorge Samprún tuvo que abandonar Madrid, donde viajaba escondido desde 1953. Todo eso se acaba, vuelve a París: "Iba a la casa de Ángel González en la plaza San Juan de la Cruz. Fue allí donde encontré refugio para esta última estancia en Madrid. Hice la maleta. Ya no piensa en su libro, pero en Francia le espera una nueva vida, donde encontrará su libro y seguirá su vocación de escritor...
Lo que sucedió después fue a veces cómico, ya que los líderes de Franco persiguieron a Jorge Samprún con su venganza. Trataron de desprestigiarlo con los organizadores del Premio Formentor que recibió por Le Grand Voyage enviándole un telegrama denigrándolo y luego prohibiendo la publicación del libro en su traducción al español, lo que provocó un incidente durante la ceremonia de entrega de premios en Salzburgo el 1 de mayo de 1964. El mismo tipo de percance le ocurriría con la película de Alain Resnais La guerra ha terminado para la que escribió el guion, que fue retirada de la selección del Festival de Cine de Cannes y luego del Festival de Cine de Karlovy Vary en la  República Checa .

## El punto de inflexión del año 1975

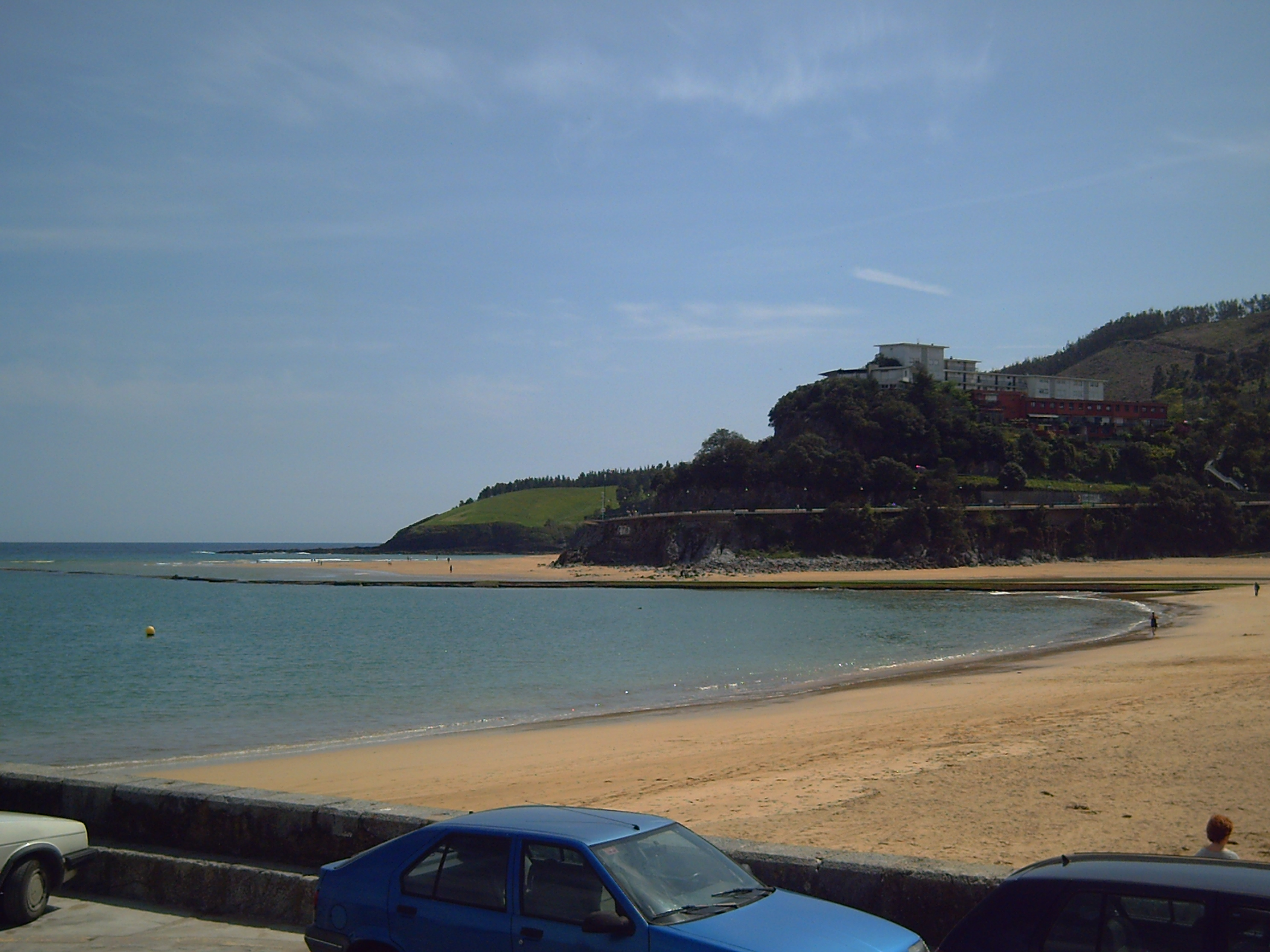
Playa en Lequeitio

En octubre de 1975 comenzaron a difundirse los rumores de la muerte del general Franco. Sin embargo, a Jorge Semprún le cuesta creerlo. ¡Ha estado esperando este momento durante tanto tiempo! Sin embargo, durante el verano comenzó una novela, El palacio de Ayete, en la que su héroe, Juan Lorenzo Larrea, lleva a cabo un atentado aparentemente exitoso contra la vida de Franco, pero acaba de releer El otoño del patriarca de Gabriel García Márquez así que, de todos modos, se dice a sí mismo "esta vez, es la correcta". Incluso al final del reinado, la muerte acechaba en el ocaso del poder fascista: el 27 de septiembre de 1975, cinco jóvenes antifranquistas fueron ejecutados de nuevo.Lo que es la muerte, no esperábamos a saberlo; Ya conocemos su estrella plagada de agujeros. Sabemos bien, el día que vino a verte, Solo rosas saladas de su navaja Han caído sobre tu frente lisa como un espejo. Pero tú no moriste, camarada, ese día...
Durante el verano, regresó a Lequeitio, en Vizcaya, el pueblo donde había estado de vacaciones en julio de 1936 cuando estalló la guerra civil española. Casi cuarenta años después, aquí todo ha cambiado, ya no reconoce nada, solo quedan algunos recuerdos y el libro anotado por su padre, El capital de Karl Marx, publicado por Gustav Kiepenheuer en 1932. Es todo. Y se va a Madrid.
El libro termina como empezó, esta vez con el recuerdo de aquella reunión de abril de 1964 en la que Jorge Semprún fue expulsado del comité central del PCE y donde "La Pasionaria pidió la palabra". En su novela inacabada El palacio de Ayete, que Jorge Semprún escribió en el momento de la muerte de Franco, poco más de diez años después de aquel fatídico encuentro, todavía pensaba en su intervención y en el precio desorbitado de la sangre que había costado mantener la ortodoxia del Partido durante todos los años de la dictadura.